# Tiroler Grauvieh

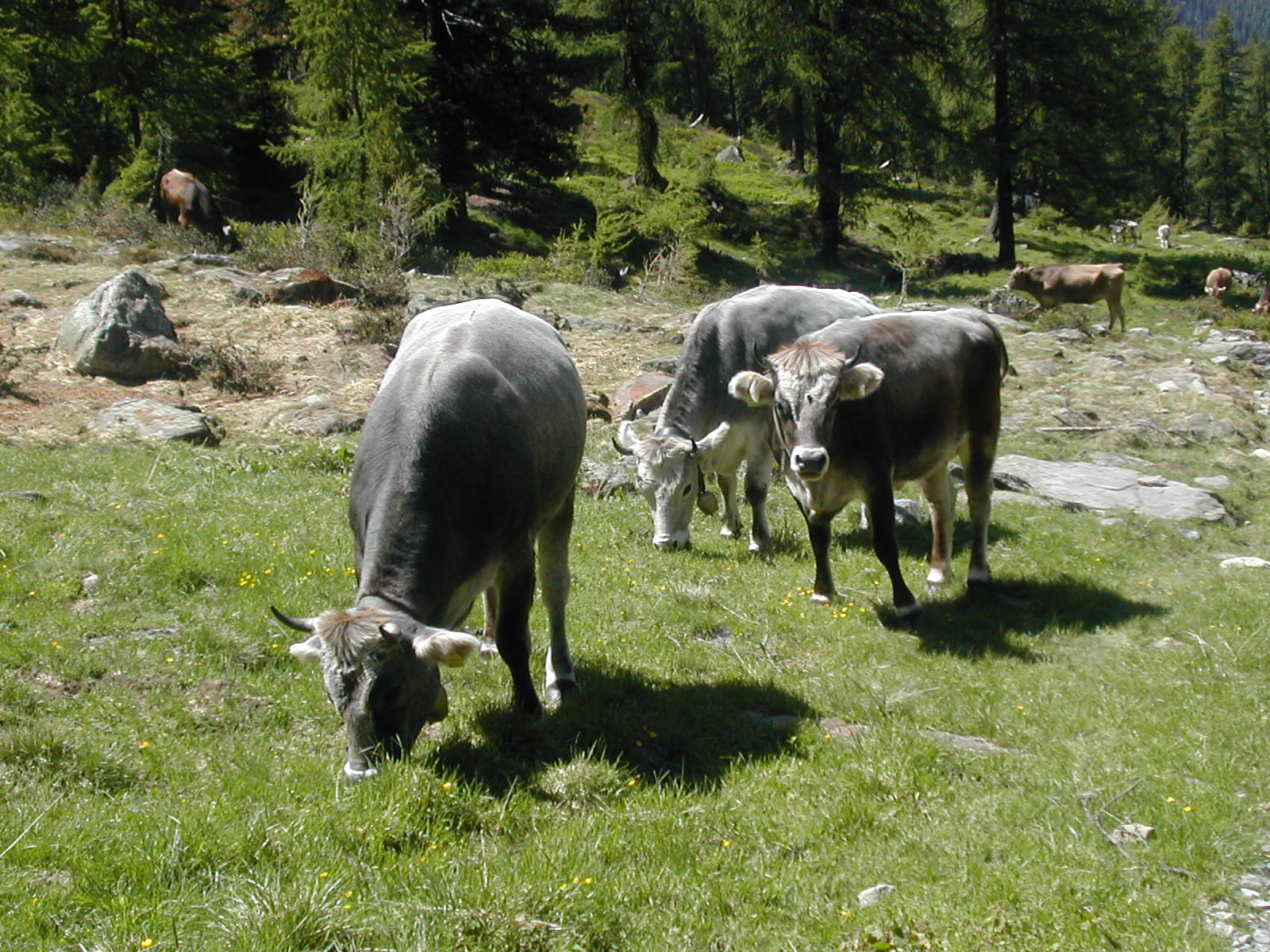
Tiroler Grauvieh auf der Verpeilalm im Kaunertal in Tirol. Braunvieh im Hintergrund

Das Tiroler Grauvieh (in Englisch als „Tyrolean Grey“ bezeichnet, auf Italienisch „Razza Grigio Alpino Tirolese“) ist eine autochthone Rinderrasse in Österreich und Südtirol. Die Tiroler Grauvieh Rasse ist im gesamten Alpengebiet Österreichs anzutreffen, die meisten Tiere befinden sich in den westlichen Bundesländern Vorarlberg und Tirol, aber auch in Salzburg und Oberösterreich.
Das Tiroler Grauvieh ist ein mittelrahmiges Zweinutzungsrind. Die Tiere sind einfarbig silber- bis eisengrau, der Kopf, Hals und Rumpf ist angeraucht. Das dunkle Flotzmaul ist hell gesäumt, die Klauen sind schwarz. Die Stiere sind dunkler gefärbt als die Kühe und der Rücken wird von einem hellen Aalstrich geziert.
Die Kälber der Rasse weisen ein Geburtsgewicht von 34 bis 45 kg auf. Tiroler Grauviehkühe erreichen eine Widerristhöhe von 129 bis 139 cm bei einem Gewicht von 550 bis 650 kg. Die Widerristhöhe der Stiere beträgt 140 bis 150 cm, sie werden üblicherweise 900 bis 1050 kg schwer.
Das Tiroler Grauvieh ist als seltene, erhaltenswürdige Rasse eingestuft. Die Rasse wird im Rahmen der ÖPUL-Maßnahme „Seltene Nutztierrassen“ gefördert.

## Geschichte und Entstehung des Tiroler Grauviehs
Zu Zeiten der Räter wurden in den westlichen Seitentälern Tirols südlich des Inn und im oberen Inntal Rinder mit silbergrauer Farbe und mit hohem Wuchs gehalten, bereits die römischen Schriftsteller Plinius und Strabo berichteten von der guten Milchergiebigkeit des kleinen, grauen Alpenrindes.
Die zur Zeit der Völkerwanderung dort ansiedelnden Alemannen brachten großrahmiges Vieh ins Land, es kam zur Vermischung des bodenstämmigen, ligurisch-keltischen Rinds mit den größeren Alemannentieren.
Bis in das 20. Jahrhundert hinein gab es aufgrund des geringen Austauschs an Tieren zwischen den Tälern und den spezifischen Umwelteinflüssen sogenannte Rassenschläge, die sich von anderen Rassenschlägen oft mehr oder weniger stark unterscheiden lassen.
Erste Rassebeschreibungen beziehungsweise Beschreibungen einzelner Schläge findet man ab den siebziger Jahren des 19. Jahrhunderts.
In Nordtirol waren zu dieser Zeit drei Schläge anzutreffen, sie gelten als Vorläufer des Grauviehs:
das Oberinntalerrind war vorwiegend im Bezirk Landeck anzutreffen. Die Tiere waren von graugelber Farbe und fuchsigem Stirnschopf, das Oberinntalerrind war auch der leichteste der Schläge.
Daneben gab es den schwereren eisengrauen Lechtaler Schlag sowie das Wipptalerrind mit semmelgelber bis graugelber Farbe.
Zum Ende des 19. Jahrhunderts trennten sich die Schläge des Graubraunen Höhenviehs in die Rassen Braunvieh und Grauvieh auf, und mit 1907 wurden dann etliche Lokalschläge zusammengefasst.
Vom Lechtaler Schlag wird angenommen, dass es durch Verdrängungskreuzung in das Tiroler Braunvieh übergegangen ist. Der Wipptaler Schlag hingegen näherte sich dem Oberinntaler Schlag an.
Zu dieser Zeit waren vom Grauvieh 150.000 bis 200.000 Stück vorhanden.
Grauvieh als Abmelkvieh war Ende des 19. Jahrhunderts nicht nur in Süddeutschland, in Ostösterreich und der Steiermark, sondern auch in den anderen Ländern Österreich-Ungarns wie z. B. in Böhmen, Mähren und Ungarn zu finden.
Zu dieser Zeit setzte in Mitteleuropa eine starke Industrialisierung ein und damit verbunden das Entstehen neuer Wirtschafts- und Konsumzentren. Diese benötigten größere Mengen an Milch und Fleisch und so kam es in zu einem starken Ausverkauf der besten Tiere in Abmelkstationen rund um die neuen Ballungszentren.
Damit verbunden war ein Rückgang in der Qualität und Menge des Grauviehbestandes.
Der Landeskulturrat für Tirol versuchte dieser Entwicklung durch Lehrschauen, Stierbeihilfen und strenge Körbestimmungen, die Verhältnisse zu verbessern.
Zu Beginn des 20. Jahrhunderts kam es zur Gründung der ersten Grauviehzuchtgenossenschaft in Oberhofen, nach dem Ersten Weltkrieg wurde mit der Reinzucht begonnen. Innerhalb Nordtirols umfasste das Zuchtgebiet die Bezirke Landeck, Imst, Innsbruck-Land und Kufstein.
Der Tiroler Grauviehzuchtverband, der das Herdbuch führt, wurde im Jahr 1924 in Landeck gegründet. Bereits 1926 und 1927 kommt es zu den ersten allgemeinen Grauviehausstellungen, im Jahr 1928 wurden die ersten Verbandsausstellungen in Inzing und Ried abgehalten.
1933 wurde ein für alle Zuchtgebiete geltendes Zuchtziel ausgegeben, das schon damals auf die robuste Gesundheit, gute Futterverwertung aber auch gute Milch- und Fleischleistung sowie Vereinheitlichung der Farbe und Körperformen Bezug nimmt.
Im Jahr 1938 gehören dem Verband 44 Vereine mit 1000 Mitgliedern und 1800 Herdbuchtiere an.
Nach dem Zweiten Weltkrieg kommt es zum engen Kontakt mit den Grauviehzüchtern aus Südtirol, 1949 wird dort der Südtiroler Grauviehzuchtverband, heute die Nationale Vereinigung der Züchter für die Grauviehrasse, gegründet. Dort wird für die sogenannte Grauviehrasse ein eigenes Herdbuch eröffnet, es kam zur Einführung einer Leistungsprüfung und zur Entfaltung von Zuchtmaßnahmen.

## Leistungen des Tiroler Grauviehs
Das Tiroler Grauvieh ist eine Zweinutzungsrasse, daher wird sowohl auf Milchleistung als auch auf Fleischleistung gezüchtet. Die Milchleistung liegt bei rund 4.890 kg mit ca. 4,0 % Fett und 3,25 % Eiweiß.
Das Herdebuch wird zweigeteilt geführt, einerseits für die Zuchtrichtung Doppelnutzung (Milch und Fleisch) und andererseits für die Zuchtrichtung Fleisch. Damit soll dem zunehmenden Einsatz dieser Rasse in der Mutterkuhhaltung Rechnung getragen werden.
Die männlichen Tiere erreichen in Reinzucht Tageszunahmen von etwa 1.300 g. Das Tiroler Grauvieh zeichnet sich durch hohe Schlachtausbeuten von bis zu 60 % aus. Aufgrund des Milchreichtums, der Fruchtbarkeit und der guten Futterverwertung eignet sich die Rasse im Rahmen der Mutterkuhhaltung sowohl zur Rein- als auch zur Kreuzungszucht.
Das Tiroler Grauvieh wurde und wird als robuste Zweinutzungsrasse in den extremen Bergregionen Tirols gezüchtet. Leistungsmerkmale wie Langlebigkeit und Fruchtbarkeit werden von den Züchtern geschätzt und im Zuchtgeschehen berücksichtigt. Das Tiroler Grauvieh verursacht aufgrund seines leichten Körperbaus sehr geringe Trittschäden.

## Besonderheiten in der Haltung
Rund 82 % der grauviehhaltenden Betriebe liegen auf einer Seehöhe von über 1.000 m. Fast das gesamte Jungvieh wird im Sommer gealpt. Ebenso rund 40 % der Kühe. Durch die Genügsamkeit, die ausgeprägte Geländetauglichkeit und Weidetüchtigkeit ist das Tiroler Grauvieh auch auf extensiven Flächen produktiv.
Auf Grund seiner Größe, seines Gewichts und der guten Futterverwertung eignet sich das anpassungsfähige Tiroler Grauvieh ausgezeichnet zur schonenden Bewirtschaftung der Wiesen und Weiden.

## Bilder

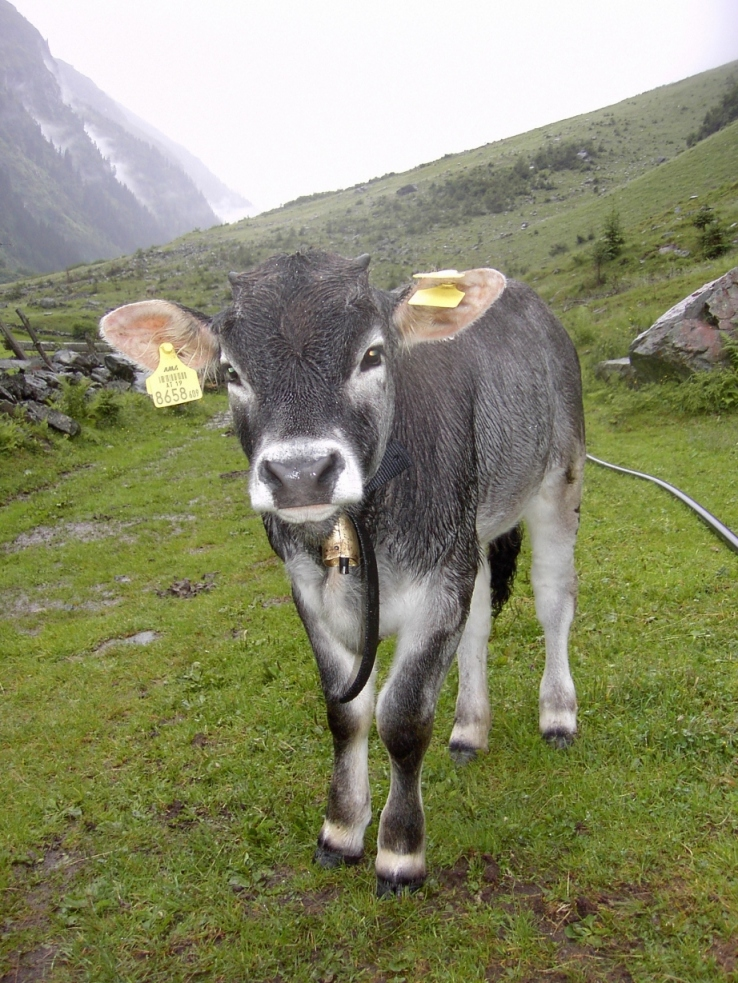
Tiroler Grauviehkalb im Tiroler Pitztal
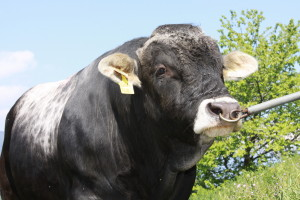
Tiroler Grauvieh, Stier
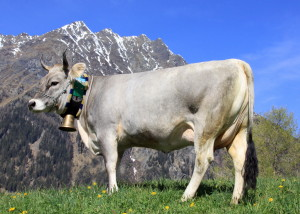
Tiroler Grauvieh, Kuh
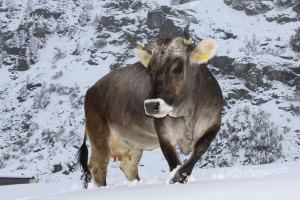
Tiroler Grauvieh